# Pulvinaria bambusicola
Pulvinaria bambusicola är en insektsart som först beskrevs av Tang 1991.  Pulvinaria bambusicola ingår i släktet Pulvinaria och familjen skålsköldlöss. Inga underarter finns listade i Catalogue of Life.